# Anolis coelestinus
Anolis coelestinus este o specie de șopârle din genul Anolis, familia Polychrotidae, descrisă de Edward Drinker Cope în anul 1862.

## Subspecii
Această specie cuprinde următoarele subspecii:
- A. c. coelestinus
- A. c. demissus
- A. c. pecuarius